# Hindujska tempeljska arhitektura
Hindujska tempeljska arhitektura kot glavna oblika hindujske arhitekture ima veliko različnih slogov, čeprav osnovna narava hindujskega templja ostaja enaka, z bistveno značilnostjo notranjega svetišča, garbhagriha ali maternična komora, kjer je primarni Murti ali podoba božanstva je nameščena v preprosti goli celici. Za obrede in molitve ima ta komora pogosto odprt prostor, ki ga je mogoče premikati v smeri urinega kazalca. V bližini te komore so pogosto dodatne stavbe in strukture, pri čemer največje pokrivajo več hektarjev. Na zunanjosti je garbhagriha okronana s stolpom podobno šikaro, ki se na jugu imenuje tudi vimana. Stavba svetišča pogosto vključuje krožni prehod za parikramo, kongregacijsko dvorano mandapa in včasih antarala predsobo in verando med garbha griho in mandapo. Poleg drugih majhnih templjev v kompleksu so lahko dodatne mandape ali stavbe, ki so povezane ali ločene od večjih templjev.
Hindujska tempeljska arhitektura odseva sintezo umetnosti, idealov darme, vrednot in načina življenja, ki ga je negoval hinduizem. Tempelj je kraj za Tirtho – romanje. Vsi kozmični elementi, ki ustvarjajo in slavijo življenje v hindujskem panteonu, so prisotni v hindujskem templju – od ognja do vode, od podob narave do božanstev, od ženskega do moškega, od kāme do arte, od bežnih zvokov in kadila, diši po Puruši – večni nič, vendar univerzalnost – je del hindujske tempeljske arhitekture. Oblika in pomen arhitekturnih elementov v hindujskem templju so zasnovani tako, da delujejo kot kraj, kjer je povezava med človekom in božanskim, da pomagajo njegovemu napredku k duhovnemu znanju in resnici, njegovi osvoboditvi, ki jo imenujemo mokša.
Arhitekturna načela hindujskih templjev v Indiji so opisana v Šilpa šastra in Vastu šastra. Hindujska kultura je spodbujala estetsko neodvisnost svojih graditeljev templjev, njeni arhitekti pa so včasih izvajali precejšnjo fleksibilnost pri ustvarjalnem izražanju s sprejetjem drugih popolnih geometrij in matematičnih principov pri gradnji Mandirja, da bi izrazili hindujski način življenja.

## Zgodovina

### Zgodnje strukture
Ostanki zgodnjih eliptičnih svetišč, odkritih v Besnagarju (3.-2. stoletje pr. n. št.) in Nagari (1. stoletje pr. n. št.), so morda najzgodnejše znane hindujske tempeljske strukture, povezane z zgodnjo tradicijo Bhagavata, predhodnico vaišnavizma. V Tamil Nadu najzgodnejša različica templja Murugan, Saluvankupam, obrnjena proti severu in iz opeke, se zdi, da izvira iz obdobja med 3. stoletjem pred našim štetjem in 3. stoletjem našega štetja.
V Besnagarju so bile tempeljske strukture najdene v povezavi s Heliodorusovim stebrom, posvečenim Vasudevi. Arheologi so našli starodavno eliptično podlago, obsežna tla in podstavek iz žgane opeke. Poleg tega so bili najdeni temelji za vse glavne komponente hindujskega templja – garbhagriha (svetišče), pradakšinapatha (krožni prehod), antarala (predsoba poleg svetišča) in mandapa (zbiralna dvorana). Ti odseki so imeli debelo podlago za stene. Ti ostanki jedra templja pokrivajo površino 30 x 30 m. Odseki so imeli luknje za stebre, ki so verjetno vsebovali lesene stebre za nadgradnjo templja zgoraj. V zemlji so bili železni žeblji, ki so verjetno držali skupaj lesene stebre. Nadgradnja templja je bila verjetno izdelana iz lesa, blata in drugih pokvarljivih materialov.
Starodavni tempeljski kompleks, odkrit v Nagariju (Čitorgarh, Radžastan) – približno 500 kilometrov zahodno od Vidiše, ima podpovršinsko strukturo, ki je skoraj enaka strukturi templja Besnagar. Struktura je povezana tudi s kultom Vasudeve in Saṃkarṣaṇe ter datirana v 1. stoletje pred našim štetjem.

### Klasično obdobje (4-6. stoletje)
Čeprav ni skoraj nobenih ostankov kamnitih hindujskih templjev pred dinastijo Gupta v 5. stoletju našega štetja, so verjetno obstajale zgodnejše strukture v leseni arhitekturi. V skalo vklesane jame Udayagiri (401 n. št.) so med najpomembnejšimi zgodnjimi kraji, zgrajene s kraljevim pokroviteljstvom, zabeležene z napisi in z impresivno skulpturo. Najzgodnejši ohranjeni hindujski templji so preprosti celicam podobni kamniti templji, nekateri vklesani v skalo, drugi pa strukturni, kot je tempelj 17 v Sančiju. Do 6. ali 7. stoletja so se te razvile v visoke kamnite nadgradnje šikara. Vendar pa obstajajo dokazi na napisih, kot je starodavni napis Gangadhara iz okoli leta 424, pravi Meister, da so visoki templji obstajali že pred tem časom in so bili verjetno narejeni iz bolj pokvarljivega materiala. Ti templji se niso ohranili.
Primeri zgodnjih večjih severnoindijskih templjev, ki so preživeli po jamah Udajagiri v Madja Pradeš, vključujejo tiste v Tigavi, Deogarh, tempelj Parvati, Načna (465), Bhitargaon, največji opečni guptski tempelj, ki je preživel, opečni tempelj Lakšman, Sirpur (600-625 n. št.); Tempelj Radživ Ločan, Radžim (7. stoletje). Gopov tempelj v Gudžaratu (ok. 550 ali kasneje) je nenavaden, brez ohranjenega tesnega primerjalnika.
Noben južnoindijski prostostoječi kamniti tempelj pred 7. stoletjem našega štetja ni ohranjen. Primeri zgodnjih večjih templjev v Južni Indiji, ki so preživeli, nekateri v ruševinah, vključujejo raznolike sloge v Mahabalipuramu iz 7. in 8. stoletja. Po Meisterjevih besedah so templji Mahabalipuram »monolitni modeli različnih formalnih struktur, za katere že lahko rečemo, da predstavljajo razvit red "Dravide" (južnoindijski)«. Predlagajo, da sta tradicija in baza znanja obstajali v južni Indiji do zgodnjega obdobja Čalukja in Palava, ko so bili ti zgrajeni. V Dekanu je bila jama 3 jamskih templjev Badami izklesana leta 578 n. št., jama 1 pa je verjetno nekoliko prej. Druge primere najdemo v Aihole in Patadakal.

### Srednjeveško obdobje (od 7. do 16. stoletja)
Približno do 7. stoletja je bila ugotovljena večina glavnih značilnosti hindujskega templja skupaj s teoretičnimi besedili o tempeljski arhitekturi in načinih gradnje. Od približno 7. do 13. stoletja je preživelo veliko število templjev in njihovih ruševin (čeprav jih je bilo veliko manj, kot jih je nekoč obstajalo). Razvili so se številni regionalni slogi, ki so zelo pogosto sledili političnim delitvam, saj so bili veliki templji običajno zgrajeni s kraljevim pokroviteljstvom. Slog Vesara izvira iz regije med rekama Krišna in Tungabhadra, ki je sodobna severna Karnataka. Po mnenju nekaterih umetnostnih zgodovinarjev je mogoče korenine sloga Vesara izslediti pri Čalukja iz Badamija (500-753 AD), katerih zgodnja arhitektura je zgradila templje v slogu, ki je mešal nekatere značilnosti slogov nagara in dravida, na primer z uporabo severne šikare in južne vimane tipa nadgradnje nad svetiščem v različnih templjih podobnega datuma, kot v Patadakalu. Ta slog so dodatno izpopolnili Raštrakuti iz Manjakheti (750-983 AD) na mestih, kot je jame Elora. Čeprav je očitno precejšnje kontinuitete s slogom Badami ali zgodnji Čalukja, drugi pisci datirajo začetek Vesare le v kasnejše zahodne Čalukje iz Kaljanija (983-1195 AD), na mestih, kot je Lakkundi, Dambal, Itagi in Gadag, in nadaljeval z imperijem Hojsala (1000-1330).
Najzgodnejši primeri arhitekture Palava so v skalo vklesani templji iz let 610 do 690 n. št. in strukturni templji med 690 in 900 n. Največji dosežki arhitekture Palava so v skalo vklesana skupina spomenikov v Mahabalipuramu, ki je na Unescovem seznamu svetovne dediščine, vključno s templjem Šore. Ta skupina vključuje tako izkopane dvorane s stebri, brez zunanje strehe, razen naravne skale, kot monolitna svetišča, kjer je naravna skala v celoti odrezana in izklesana, da dobi zunanjo streho. Zgodnji templji so bili večinoma posvečeni Šivi. Tempelj Kailasanatha, imenovan tudi Radžasimha Palavesvaram v Kančipuramu, ki ga je zgradil Narasimhavarman II. znan tudi kot Radžasimha, je odličen primer templja v slogu Palava.
Zahodna arhitektura Čalukja, povezana med arhitekturo Badami Čalukja iz 8. stoletja in arhitekturo Hojsala, popularizirano v 13. stoletju. Umetnost zahodnih Čalukjov se včasih imenuje slog Gadag po številu okrašenih templjev, ki so jih zgradili v regiji doab reke Tungabhadra – Krišna v današnjem okrožju Gadag v Karnataki. Njihova tempeljska gradnja je dosegla svojo zrelost in vrhunec v 12. stoletju, z več kot sto templji, zgrajenimi po vsej Dekanu, več kot polovica jih je v današnji Karnataki. Poleg templjev so dobro znani tudi po okrašenih stopničastih vodnjakih (Puškarni), ki so služili kot obredna kopališča, od katerih so številni dobro ohranjeni v Lakundiju. Njihove stopničaste zasnove vodnjakov so pozneje vključili Hojsala in imperij Vidžajanagara v naslednjih stoletjih.
Na severu so muslimanski vdori od 11. stoletja naprej zmanjšali gradnjo templjev in izgubili številne obstoječe. Na jugu je bil tudi hindujsko-muslimanski konflikt, ki je prizadel templje, vendar je bila regija sorazmerno manj prizadeta kot sever. V poznem 14. stoletju je prišel na oblast hindujski imperij Vidžajanagara in nadzoroval večji del južne Indije. V tem obdobju je bila značilna zelo visoka vratarnica gopura (pravzaprav pozen razvoj, iz 12. stoletja ali kasneje) običajno dodana starejšim velikim templjem.

### Hindujski templji v jugovzhodni Aziji
Verjetno najstarejši hindujski templji v jugovzhodni Aziji izvirajo iz 2. stoletja pr. n. št. iz obdobja Funan, Óc Eo v delti Mekonga. Verjetno so bili posvečeni bogu sonca, Šivi in Višnuju. Tempelj je bil zgrajen iz granitnih blokov in opeke, eden z majhnim stopničastim ribnikom.
Najzgodnejša dokazna sled sanskrtskih kamnitih napisov, najdenih na otokih in celinski jugovzhodni Aziji, je napis Võ Cạnh iz Champa iz 2. ali 3. stoletja našega štetja v Vietnamu ali v Kambodži med 4. in 5. stoletjem našega štetja. Pred 14. stoletjem so bile lokalne različice hindujskih templjev zgrajene v Mjanmaru, Maleziji, Indoneziji, na Tajskem, v Kambodži, Laosu in Vietnamu. Ti so razvili več nacionalnih tradicij in pogosto mešali hinduizem in budizem. Teravadski budizem je prevladal v mnogih delih jugovzhodne Azije, razen v Maleziji in Indoneziji, kjer ju je izpodrinil islam.
Hindujski templji v jugovzhodni Aziji so razvili svoje lastne različice, ki so večinoma temeljile na indijskih arhitekturnih modelih, tako v severnoindijskem kot v južnoindijskem slogu. Vendar pa so arhitekturni slogi templjev v jugovzhodni Aziji različni in v Indiji ni znanega enega samega templja, ki bi lahko bil vir templjev v jugovzhodni Aziji. Po Michellu je tako, kot da bi se jugovzhodni azijski arhitekti učili iz »teoretičnih predpisov o gradnji templjev« iz indijskih besedil, vendar jih nikoli niso videli. Elemente so na novo sestavljali z lastnimi kreativnimi interpretacijami. Hindujski templji, najdeni v jugovzhodni Aziji, so bolj konzervativni in veliko močneje povezujejo kozmološke elemente indijske misli, povezane z goro Meru, kot hindujski templji, najdeni na podcelini. Poleg tega je za razliko od indijskih templjev sveta arhitektura v jugovzhodni Aziji povezovala vladarja (devaradža) z božanskim, pri čemer je tempelj služil kot spomenik kralju in kot hiša bogov. Pomembna primera arhitekture hindujskih templjev v jugovzhodni Aziji sta šivaistični tempelj Prambanan Trimurti na Javi v Indoneziji (9. stoletje) in višnuitski Angkor Wat v Kambodži (12. stoletje).

## Oblikovanje
Hindujski tempelj je struktura, ki temelji na simetriji, s številnimi različicami na kvadratni mreži pada, ki prikazuje popolne geometrijske oblike, kot so krogi in kvadrati. Susan Lewandowski trdi, da je osnovno načelo v hindujskem templju zgrajeno okoli prepričanja, da so vse stvari eno, vse je povezano. Tempelj, pravi Lewandowski, »znova in znova posnema hindujska verovanja v delih, ki zrcalijo in so hkrati univerzalna celota« kot »organizem ponavljajočih se celic«.:68, 71 Romar je dobrodošel. skozi matematično strukturirane prostore, mrežo umetnosti, stebre z rezbarijami in kipi, ki prikazujejo in slavijo štiri pomembna in nujna načela človeškega življenja – prizadevanje za arto (blaginja, bogastvo), iskanje kama (želja), iskanje darma (vrline, etično življenje) in prizadevanje za mokšo (sprostitev, samospoznanje).
V središču templja, običajno pod in včasih nad ali poleg božanstva, je zgolj votel prostor brez okrasja, ki simbolično predstavlja Purušo, vrhovni princip, sveto univerzalno, eno brez oblike, ki je prisotno povsod, povezuje vse, in je bistvo vseh. Hindujski tempelj naj bi spodbujal refleksijo, olajšal čiščenje uma in sprožil proces notranjega spoznanja v bhakti. Poseben proces je prepuščen šoli verovanja bhakte. Primarno božanstvo različnih hindujskih templjev se razlikuje, da odraža ta duhovni spekter.

### Lokacija
Primerno mesto za Mandir, nakazujejo starodavna sanskrtska besedila, je blizu vode in vrtov, kjer cvetijo lotosi in rože, kjer se sliši labode, race in druge ptice, kjer živali počivajo brez strahu pred poškodbami ali škodo. Ta harmonična mesta so bila v teh besedilih priporočena z razlago, da so takšna mesta, kjer se igrajo bogovi, in zato najboljše mesto za hindujske templje.
Medtem ko so glavni hindujski mandirji priporočljivi ob sangamih (sotočjih rek), rečnih bregovih, jezerih in morski obali, Brhat Samhita in Purane predlagajo, da se templje lahko zgradi tudi tam, kjer ni naravnega vira vode. Tudi tukaj priporočajo, da se zgradi ribnik po možnosti pred ali levo od templja z vodnimi vrtovi. Če voda ni prisotna ne naravno ne načrtno, je voda simbolično prisotna ob posvetitvi templja ali božanstva. Visnudharmotara v III. delu 93. poglavja lahko gradi tudi templje v jamah in izklesanih kamnih, na vrhovih hribov z mirnimi razgledi, gorskih pobočjih s pogledom na čudovite doline, v gozdovih in puščavnikih, poleg vrtov ali na vrhu mestne ulice.
V praksi je večina templjev zgrajena kot del vasi ali mesta. Nekatera mesta, kot so prestolnice kraljestev in tista, ki veljajo za posebej ugodna v smislu svete geografije, so imela številne templje. Številne starodavne prestolnice so izginile in preživeli templji so zdaj v podeželski pokrajini; pogosto so to najbolje ohranjeni primeri starejših stilov. Aihole, Badami, Pattadakal in Gangaikonda Čolapuram so primeri.

### Tloris
Zasnova, zlasti tloris, dela hindujskega templja okoli svetišča sledi geometrijski zasnovi, imenovani vastu-puruša-mandala. Ime je sestavljena sanskrtska beseda s tremi najpomembnejšimi komponentami načrta. Mandala pomeni krog, Puruša je univerzalna esenca v jedru hindujske tradicije, medtem koVastu pomeni bivališče. Vastupurushamandala je jantra. Zasnova prikazuje hindujski tempelj v simetrični, samoponavljajoči se strukturi, ki izhaja iz osrednjih prepričanj, mitov, kardinalnosti in matematičnih načel.
Štiri kardinalne smeri pomagajo ustvariti os hindujskega templja, okoli katere se oblikuje popoln kvadrat v razpoložljivem prostoru. Krog mandale obkroža kvadrat. Kvadrat velja za božanskega zaradi svoje popolnosti in kot simbolni produkt znanja in človeške misli, medtem ko krog velja za zemeljskega, človeškega in opazovanega v vsakdanjem življenju (luna, sonce, obzorje, vodna kapljica, mavrica). Vsak podpira drugega. Kvadrat je razdeljen na popolne kvadratne mreže. V velikih templjih je to pogosto struktura mreže 8×8 ali 64. V obrednih tempeljskih nadgradnjah je to 81 podkvadratna mreža. Kvadrati se imenujejo padas. Kvadrat je simboličen in ima vedski izvor iz ognjenega oltarja, Agni. Poravnava vzdolž kardinalne smeri je podobno razširitev vedskih ritualov treh ognjev. To simboliko najdemo tudi med grškimi in drugimi starimi civilizacijami, preko gnomona. V priročnikih za hindujske templje so načrti opisani z 1, 4, 9, 16, 25, 36, 49, 64, 81 do 1024 kvadrati; 1 pada velja za najpreprostejši načrt, kot sedež za puščavnika ali bhakto, kjer lahko sedi in meditira, izvaja jogo ali daruje z vedskim ognjem spredaj. Druga zasnova 4 pada ima simbolično osrednje jedro v diagonalnem presečišču in je prav tako meditativna postavitev. Zasnova 9 pada ima sveto obkroženo središče in je predloga za najmanjši tempelj. Starejše hindujske tempeljske vastumandale morda uporabljajo serijo pada od 9 do 49, vendar 64 velja za najbolj sveto geometrijsko mrežo v hindujskih templjih. V različnih starodavnih sanskrtskih besedilih se imenuje tudi Manduka, Bhekapada ali Adžira. Vsaka pada je konceptualno dodeljena simboličnemu elementu, včasih v obliki božanstva ali duha ali apasare. Osrednji kvadrat(-i) od 64 je posvečen Brahmanu (ne zamenjujte ga z Brahminom) in se imenujejo Brahma padas.
V strukturi simetrije in koncentričnih kvadratov hindujskega templja ima vsaka koncentrična plast pomen. Najbolj zunanji sloj, Paisačika padas, pomeni vidike Asura in zla; naslednja notranja koncentrična plast je Manuša padas, ki pomeni človeško življenje; medtem ko Devika padas pomeni vidike Dev in dobrega. Manuša padas običajno hrani ambulatorij. Bhakte, ko hodijo v smeri urinega kazalca skozi to ambulatorij, da dokončajo Parikramo (ali Pradakšino), hodijo med dobrim na notranji strani in zlim na zunanji strani. V manjših templjih Paisačika pada ni del nadgradnje templja, ampak je lahko na meji templja ali samo simbolično predstavljena.
Paisačika padas, Manuša padas in Devika padas obdajajo Brahma padas, ki označuje ustvarjalno energijo in služi kot lokacija za primarni idol templja za darsano. Končno v samem središču Brahma padas je Garbhagruha (Garbha- Center, gruha- hiša; dobesedno središče hiše) (prostor Purusa), ki označuje Univerzalni princip, prisoten v vsem in vsakomur. Vrh hindujskega templja, imenovan šikara v severni Indiji in vimana v južni Indiji, je popolnoma poravnan nad Brahma padami.
Pod osrednjim(-i) kvadratom(-i) mandale je prostor za brezoblični vseprežemajoči vse povezovalni Univerzalni duh, Puruša. Ta prostor se včasih imenuje garbha-grija (dobesedno maternična hiša) – majhen, popoln kvadrat, brez oken, zaprt prostor brez okrasja, ki predstavlja univerzalno bistvo. V ali blizu tega prostora je običajno murti. To je glavna podoba božanstva in se razlikuje od vsakega templja. Pogosto mu prav ta idol daje lokalno ime, kot so Višnujev tempelj, Krišnin tempelj, Rama tempelj, Narajana tempelj, Sivina tempelj, Lakšmi tempelj, Ganeša tempelj, Durga tempelj, Hanumanov tempelj, Surja tempelj in drugi. To garbha-grija je tisto, kar bhakte iščejo za darsano (dobesedno, pogled znanja ali vizije).
Nad vastu-puruša-mandalo je visoka nadgradnja, imenovana šikara v severni Indiji in vimana v južni Indiji, ki se dviguje proti nebu. Včasih se lahko v improviziranih templjih nadgradnja nadomesti s simboličnim bambusom z nekaj listi na vrhu. Kupola ali v višino podaljšana kupola je oblikovana kot piramida, stožčasta ali druga gora podobna oblika, ponovno z uporabo principa koncentričnih krogov in kvadratov (glej spodaj). Učenjaki, kot je Lewandowski, trdijo, da je ta oblika navdihnjena s kozmično goro Meru ali himalajsko goro Kailaš, bivališčem bogov po starodavni mitologiji.:69–72
V večjih templjih so zunanje tri pada vizualno okrašene z rezbarijami, slikami ali podobami, ki naj bi navdihnile bhakto. V nekaterih templjih so lahko te podobe ali stenski reliefi zgodbe iz hindujskih epov, v drugih so lahko vedske zgodbe o dobrem in napačnem ali vrlinah in slabostih, v nekaterih so lahko idoli manjših ali regionalnih božanstev. Stebri, stene in stropi imajo običajno tudi bogato okrašene rezbarije ali podobe štirih pravičnih in nujnih življenjskih ciljev – kama, arte, darme in mokše. Ta sprehod naokoli se imenuje pradakšina.
Veliki templji imajo tudi dvorane s stebri, imenovane mandapa. Ena na vzhodni strani služi kot čakalnica za romarje in bhakte. Mandapa je lahko ločena struktura v starejših templjih, v novejših templjih pa je ta prostor integriran v nadgradnjo templja. Mega templji imajo glavni tempelj, ki ga obdajajo manjši templji in svetišča, vendar so ti še vedno urejeni po načelih simetrije, mrež in matematične natančnosti. Pomemben princip, ki ga najdemo v postavitvi hindujskih templjev, je zrcaljenje in ponavljanje fraktalne strukture oblikovanja, pri čemer je vsaka edinstvena, a hkrati ponavlja osrednji skupni princip, ki ga Susan Lewandowski imenuje »organizem ponavljajočih se celic«.
Izjeme od načela kvadratne mreže
Pretežno število hindujskih templjev izkazuje princip mreže popolnega kvadrata. Vendar pa obstaja nekaj izjem. Na primer, Teli ka Mandir v Gvaliorju, zgrajen v 8. stoletju n. št., ni kvadrat, ampak je pravokotnik, sestavljen iz naloženih kvadratov. Poleg tega tempelj raziskuje številne strukture in svetišča v razmerjih 1:1, 1:2, 1:3, 2:5, 3:5 in 4:5. Ta razmerja so natančna, kar nakazuje, da je arhitekt nameraval uporabiti ta harmonična razmerja, pravokotni vzorec pa ni bil napaka niti samovoljni približek. Druge primere nekvadratnih harmoničnih razmerij najdemo v templju Naresar v Madja Pradešu in templju Nakti-Mata blizu Džaipurja v Radžastanu. Michael Meister navaja, da te izjeme pomenijo, da so bili starodavni sanskrtski priročniki za gradnjo templjev smernice, hinduizem pa je svojim obrtnikom dovoljeval fleksibilnost v izražanju in estetsko neodvisnost.
Hindujsko besedilo Sthapatja Veda opisuje številne načrte in sloge templjev, od katerih so v drugi izpeljani literaturi naslednji: čaturasra (kvadrat), aštasra (osmerokotnik), vrita (krog), ajatasra (pravokotnik), ajata aštasra (pravokotno-osmerokotno zlitje), ajata vrita (eliptična), hasti prišta (apsidalna), dvajasra vrita (pravokotno-krožna fuzija); v tamilski literaturi najdemo tudi prana vikara (v obliki tamilskega znaka Om). Metode kombiniranja kvadratov in krogov za izdelavo vseh teh načrtov so opisane v hindujskih besedilih.
- Tempelj Srirangam Ranganathasvami, prerez in tloris (skica iz leta 1910)
- Tempelj Našik Maharaštra, prerez in tloris (skica iz leta 1910)
- Tloris templja Vrindavan Utar Pradeš
- Tloris templja Khadžuraho Madja Pradeš
- Tloris kompleksa templja Puri Odiša
- Tloris manjšega templja, Bhubnešvar Odiša
- Tloris templja Halebidu Karnataka
- Tloris templja Čidambaram Tamil Nadu
- Tempelj Thiruvalur Sri Veera Raghavasvami, tamilski hindujski tempeljski kompleks.
- Mandapa templja v južni Indiji. Veliko tempeljskih kipov je bilo prvotno poslikanih.

## Različni slogi arhitekture
Starodavna hindujska besedila o arhitekturi, kot so Brihatsamhita in druga, navaja Michell, razvrščajo templje v pet redov glede na njihove tipološke značilnosti: Nagara, Dravida, Vesara, elipsa in pravokotnik. Tloris, opisan za vsakega, vključuje kvadrate, osmerokotike in apside. Njihov horizontalni tloris ureja vertikalno obliko. Vsaka tempeljska arhitektura je po vrsti razvila svoj besednjak z izrazi, ki se prekrivajo, vendar ne pomenijo nujno popolnoma iste stvari v drugem slogu in se lahko nanašajo na drug del templja. Po splošni zgodovinski delitvi se zgodnje hindujske templje do 7. ali 8. stoletja pogosto imenujejo klasični ali starodavni templji, medtem ko se tisti po klasičnem obdobju do 12. ali 13. stoletja včasih imenujejo srednjeveški. Vendar pa ta delitev ne odraža velikega preloma v hindujski arhitekturi, ki se je v teh obdobjih postopoma razvijala.
Slog arhitekture hindujskih templjev ni samo rezultat teologije, duhovnih idej in zgodnjih hindujskih besedil, ampak tudi rezultat inovacij, ki jih poganjata regionalna razpoložljivost surovin in lokalno podnebje. Nekateri gradbeni materiali so bili uvoženi iz oddaljenih regij, vendar je bila večina templjev zgrajena iz lahko dostopnih materialov. V nekaterih regijah, na primer v južni Karnataki, je lokalna razpoložljivost mehkega kamna privedla do arhitektov Hojsala, da so inovirali arhitekturne sloge, ki so težavni s trdimi kristalinskimi kamninami. Na drugih mestih so umetniki rezali granit ali druge kamne za gradnjo templjev in ustvarjanje skulptur. Skalne ploskve so umetnikom omogočale izklesanje jamskih templjev ali pa je skalnat teren regije spodbujal monolitno tempeljsko arhitekturo v skalo. V regijah, kjer kamni niso bili na voljo, so cveteli opečni templji. Na arhitekturo hindujskih templjev je skozi zgodovino vplival gradbeni material, ki je bil na voljo v vsaki regiji, njegova »tonska vrednost, tekstura in strukturne možnosti«, pravi Michell.

### Indija

#### Dravidska arhitektura
Dravidska arhitektura ali južnoindijski tempeljski slog je arhitekturni idiom v hindujski tempeljski arhitekturi, ki se je pojavil iz južne Indije in je svojo končno obliko dosegel do leta 1500. Najbolj značilna razlika od severnoindijskega sloga je uporaba krajšega in bolj piramidastega stolpa nad garbha griho ali svetiščem, imenovanim vimana, kjer ima sever višje stolpe, ki se običajno upognejo navznoter, ko se dvigajo, imenovani šikara. Vendar pa je za sodobne obiskovalce večjih templjev prevladujoča značilnost visoka Gopura ali vratarnica na robu kompleksa; veliki templji imajo več, zaradi česar je vimana pritlikava; to so veliko novejši razvoj. Obstajajo številne druge posebne značilnosti, kot so dvarapalake – dvojni varuhi na glavnem vhodu in notranjem svetišču templja ter goštami – božanstva, izklesana v nišah na zunanjih stranskih stenah garbha grihe.
Omenjen kot eden od treh slogov gradnje templjev v starodavni knjigi Vastu šastra, je večina obstoječih struktur v južnih indijskih zveznih državah Karnataka, Tamil Nadu, Kerala, Andhra Pradeš, Telangana, nekateri deli Maharaštre, Odiša in Šrilanka. Različna kraljestva in imperiji, kot so Satavahane, Vakatake iz Vidarbhe, Čolasi, Čera, Kakatije, Redisi, Pandije, Palave, Gange, Kadambe, Raštrakute, Čalukje, Hojsalas in Vidžajanagara med drugi so bistveno prispevali k razvoju dravidske arhitekture.

#### Dravida in Nagara arhitektura
Od različnih slogov tempeljske arhitekture v Indiji sta najpogostejši arhitektura Nagara v severni Indiji in dravidska arhitektura v južni Indiji. Najdemo tudi druge sloge. Na primer, deževno podnebje in gradbeni materiali, ki so na voljo v Bengaliji, Kerali, na Javi in Baliju v Indoneziji, so vplivali na razvoj slogov in struktur v teh regijah. Na drugih lokacijah, kot sta Ellora in Patadakal, imajo lahko sosednji templji značilnosti, ki izhajajo iz različnih tradicij, pa tudi značilnosti v skupnem slogu, lokalnem za to regijo in obdobje. V moderni literaturi so bili številni slogi poimenovani po kraljevih dinastijah, na ozemlju katerih so bili zgrajeni.
| Lastnost                                      | Nagara arhitektura | Vesara arhitektura | Dravidska arhitektura | Reference |
| --------------------------------------------- | --- | ------------------ | --- | --------- |
| Glavni tempelj (stolp)                        | Šikara nad svetiščem |                    | Vimana, ki je lahko večnadstropno (talas), katerega vrh se imenuje šikara | [ 56 ]    |
| Mandapa zvonik (stolp)                        | Da |                    | Ne | [ 57 ]    |
| Ukrivljenost zvonika                          | Krivočrtno s središčem nad svetiščem, tudi piramidalno z ravnim robom                                                                                           |                    | Piramidalno z ravnim robom, včasih ukrivljeno s središčem nad svetiščem |           |
| Sanctum                                       | Eno ali večnadstropno |                    | Običajno enojno (Vimana je lahko večnadstropna) | [ 58 ]    |
| Tloris                                        | Mandapa, svetišče in tloris stolpa so pretežno Čaturasra (kvadrat); občasno: Aštasra, Vrita, Ajatasra, Ajata Aštasra, Ajata Vrita, Hasti Prišta, Dvajasra Vrita |                    | isto, plus Prana Vikara | [ 58 ]    |
| Gopura                                        | Ni izrazita značilnost |                    | Značilnost, vendar ni bistvena; po 10. stoletju pogosto višja od vimane. Lahko jih je več, na vseh straneh kompleksa, ki služijo kot mejniki za romarje                                                               |           |
| Druge lastnosti                               | sveti bazeni, manj mandap s stebri na templju (ločena darmašala), stene prakare redke (npr. Odiša po 14. stoletju), en sam ali več vhodov v tempelj             |                    | sveti bazeni, številne mandape s stebri na območju templjev (uporabljajo se za obrede prehoda, čoultri (gostišče), tempeljske obrede), stene prakare so postale običajne po 14. stoletju, en ali več vhodov v tempelj | [ 58 ]    |
| Glavni pod-slog                               | Latina, Phamsana, Sekhari, Valabhi |                    | Tamil (zgornja in spodnja Dravidadesa), Karnata, Andhra, Kerala | [ 58 ]    |
| Geografija                                    | severni, zahodni in osrednji del indijske podceline |                    | južni deli indijske podceline, jugovzhodna Azija | [ 58 ]    |
| Kronologija ohranjenih kamnoseških spomenikov | Pozno kušansko obdobje, zgodnja Gupta: rudimentarna arhaika; 6.-10. stoletje: zenit                                                                             |                    | Pozna Gupta doba: rudimentaren; 6.-10. stoletje: zenit | [ 59 ]    |

#### Regionalni slogi
Arhitektura templjev, vklesanih v skalo, zlasti rath, je postala model za južnoindijske templje. Arhitekturne značilnosti, zlasti skulpture, so bile široko sprejete v templjih v Dekanski polotok|, Kambodži, Anamu in Javi. Potomci kiparjev svetišč so rokodelci v sodobnem Mahabalipuramu.

##### Arhitektura Badami Čalukja
Arhitekturni slog Badami Čalukja izvira iz 5. stoletja v Aiholeu in je bil izpopolnjen v Patadakalu in Badamiju.
Med letoma 500 in 757 n. št. so Badami Čalukjas zgradili hindujske templje iz peščenjaka, razrezanega v ogromne bloke iz izdankov v verigah hribovja Kaladgi.
V Aiholeju, znanem kot »zibelka indijske arhitekture«, je po vasi raztresenih več kot 150 templjev. Tempelj Lad Khan je najstarejši. Tempelj Durga je znan po svoji polkrožni apsidi, dvignjenem podstavku in galeriji, ki obkroža svetišče. V templju Hutčimali je skulptura Višnuja, ki sedi na vrhu velike kobre. Jamski tempelj Ravalphadi slavi številne oblike Šive. Drugi templji vključujejo tempeljski kompleks Konthi in tempelj Meguti Džain.
Patadakal je svetovna dediščina, kjer je tempelj Virupakša; je največji tempelj, ki ima vklesane prizore iz velikih epov Ramajane in Mahabharate. Drugi templji v Patadakalu so Malikardžuna, Kašivišvanatha, Galaganatha in Papanath.

##### Arhitektura bengalskega templja
V Bengaliji se je razvilo več slogov tempeljske arhitekture. Pomembni so templji Čala, Ratna in Dalan. Čala-slog je klobuk s poševno streho, ki sledi vzorcu v večini bengalskih vasi. Slog Ratna je nastal v Bengaliji od 15. do 16. stoletja, pod kraljestvom Malabhum (imenovano tudi dinastija Mala). Ena najvidnejših značilnosti sloga Čala in Ratna je umetnina iz terakote na stenah templja. Dalanski slog so templji z ravnimi strehami in težkimi venci na S-ukrivljenih nosilcih, na ta slog pa so pozneje vplivale evropske ideje v 19. stoletju.
Izrazita primera sloga Čala sta tempelj Sidhešvari Kali iz mesta Kalna in tempelj iz terakote Palpara v Palpari. Eden vidnih primerov Ratna sloga je tempelj Ramčandradži v Guptipara. Tempelj Šarabhuja Gauranga v Pančrolu je primer dalanskega sloga.
- Slog Čala, Ratna in Dalan arhitekture templjev
- Tempelj v slogu Čala (Cčarčala) v Palpari v okrožju Nadia
- Tempelj Ek-ratna Ramčandradži v Guptipara, okrožje Hooghli
- Tempelj Naba-ratna Dakšinešvar Kali v bližini Kalkute, severno 24 okrožje Parganas
- Tempelj Šarabhuja Gauranga v slogu Dalan v Pančrolu, okrožje Purba Medinipur.

##### Gadag arhitektura
Arhitekturni slog Gadag se imenuje tudi zahodna arhitektura Chalukya. Slog je cvetel 150 let (1050 do 1200 CE); v tem obdobju je bilo zgrajenih približno 50 templjev. Nekateri primeri so tempelj Saraswati v tempeljskem kompleksu Trikuteshwara v Gadagu, tempelj Doddabasappa v Dambalu, tempelj Kasivisvesvara v Lakkundiju in tempelj Amriteshwara v Annigeriju. ki ga označujejo okrašeni stebri z zapleteno skulpturo. Ta slog je nastal v obdobju Kalyani Chalukyas (znan tudi kot Western Chalukya) Someswara I.
- Gadag/slog zahodne Čalukja arhitekture templjev
- Stena svetišča in nadgradnja v templju Kasivisvesvara v Lakundiju
- Okrašeni stebri v slogu Gadag v templju Sarasvati, tempeljski kompleks Trikutešvara v Gadagu
- Tempelj Mahadeva v Itagi, okrožje Kopal v Karnataki, imenovan tudi Devalaja Čakravarti,[67][68] 1112 n. št., primer artikulacije dravida z nadgradnjo nagara.

##### Arhitektura Kalinga
Oblikovanje, ki je cvetelo v vzhodni indijski državi Odiša in severni Andra Pradeš, se imenuje arhitektura Kalinga. Slog je sestavljen iz treh različnih vrst templjev, in sicer Rekha Deula, Pidha Deula in Khakhara Deula. Deula v lokalnem jeziku pomeni 'tempelj'. Prva dva sta povezana s templjem Višnuja, Surja in Šive, medtem ko je tretji predvsem s templji Čamunda in Durga. Rekha deula in Khakhara deula hranita svetišče, medtem ko Pidha Deula predstavlja zunanje plesne in daritvene dvorane.
Izrazita primera Rekha Deula sta tempelj Lingaraja v Bhubanešvarju in tempelj Džagannath v Puriju. Eden vidnih primerov Khakhara Deula je Vaital Deula. Sončni tempelj Konark je živ primer Pidha Deule.

##### Arhitektura Māru-Gurdžara
Arhitektura Māru-Gurjara ali slog Solaṅkī je slog severnoindijske tempeljske arhitekture, ki izvira iz Gudžarata in Radžastana od 11. do 13. stoletja pod dinastijo Čaulukja (ali dinastijo Solaṅkī). Čeprav je izviral kot regionalni slog v arhitekturi hindujskih templjev, je postal še posebej priljubljen v džainističnih templjih in se je, predvsem pod pokroviteljstvom džainistov, kasneje razširil po Indiji in v skupnosti diaspore po vsem svetu.
Na zunanjosti se slog razlikuje od drugih slogov severnoindijskih templjev tistega obdobja po tem, »da so bile zunanje stene templjev strukturirane z vse večjim številom izboklin in vdolbin, ki so v nišah sprejele ostro izrezljane kipe. Ti so običajno nameščeni v registrih v nadstropjih, nad spodnjimi pasovi letvic. Slednji prikazujejo neprekinjene linije jezdecev, slonov in kīrtimukhas. Komaj kateri segment površine ostane neokrašen.« Glavni stolp šikara ima običajno veliko pomožnih kolobarjev urušringa, dva manjša stranska vhoda z verandami pa sta pogosta v večjih templjih.
Notranjost je še bolj razkošno okrašena, z dovršenimi rezbarijami na večini površin. Zlasti džainistični templji imajo na notranji strani pogosto izrezljane majhne nizke kupole z zelo zapletenim dizajnom rozete. Druga značilnost so ločni elementi med stebri, ki se v sredini dotikajo vodoravnega trama zgoraj in so dovršeno izrezljani. Ti nimajo strukturne funkcije in so izključno dekorativni. Slog je razvil velike dvorane s stebri, mnoge odprte ob straneh, pri čemer imajo džainistični templji pogosto eno zaprto in dve dvorani s stebri v zaporedju na glavni osi, ki vodi do svetišča.
Slog se je v hindujskih templjih v svojih prvotnih regijah do 13. stoletja večinoma umaknil iz uporabe, še posebej, ker je območje do leta 1298 pripadlo muslimanskemu Delhijskemu sultanatu. Toda, nenavadno za slog indijskih templjev, so ga še naprej uporabljali tamkajšnji džainisti in drugod, z opazno oživitvijo v 15. stoletju. Od takrat se je še naprej uporabljal v džainističnih in nekaterih hindujskih templjih, od poznega 20. stoletja pa se je razširil v templje, ki so jih zunaj Indije zgradili tako džainistična diaspora kot hindujci. Nekatere stavbe mešajo elemente Maru-Gurdžara s slogi lokalnih templjev in sodobnimi mednarodnimi. Na splošno, kjer je izdelano rezbarjenje, ki ga pogosto še vedno izvajajo obrtniki iz Gudžarata ali Radžastana, je to več okrasnih in dekorativnih del kot majhnih figur. Zlasti ta slog uporablja sekta Svaminarajan v Indiji in v tujini. Včasih je vpliv Māru-Gurdžara omejen na ločne elemente in stropne rozete iz mandape ter dajanje prednosti belemu marmorju.

### Jugovzhodna Azija kot del Velike Indije
Arhitektura jugovzhodnih narodov se je zgledovala po indijski tempeljski arhitekturi, [84][85] saj so bili ti indijanizirani kot del Velike Indije.

##### Arhitektura Champa
Med 6. in 16. stoletjem je v današnjem osrednjem in južnem Vietnamu cvetelo kraljestvo Champa. Za razliko od Javancev, ki so večinoma uporabljali vulkanski andezit za svoje templje, in Kmerov iz Angkorja, ki so večinoma uporabljali sive peščenjake za gradnjo svojih verskih stavb, so Chami svoje templje gradili iz rdečkastih opek. Najpomembnejša preostala mesta arhitekture templja iz opeke Cham so Mỹ Sơn blizu Đà Nẵnga, Po Nagar blizu Nha Tranga in Po Klong Garai blizu Phan Ranga.
Običajno je kompleks templja Cham sestavljalo več različnih vrst zgradb. So kalan, zidano svetišče, običajno v obliki stolpa z garbah griho, ki se uporablja za gostovanje murtijev božanstva. Mandapa je vhodni hodnik, povezan s svetiščem. Kosagrha ali 'gasilska hiša' je tempeljska stavba, običajno s streho v obliki sedla, ki se uporablja za namestitev dragocenosti, ki pripadajo božanstvu, ali za kuhanje za božanstvo. Gopura je bila vhodni stolp, ki je vodil v obzidan tempeljski kompleks. Te vrste stavb so značilne za hindujske templje na splošno; klasifikacija ne velja le za arhitekturo Champa, ampak tudi za druge arhitekturne tradicije Velike Indije.

##### Indonezijska arhitektura
Templji se v Indoneziji imenujejo candi (izgovarja se [tʃandi]), ne glede na to, ali so budistični ali hindujski. Candi se nanaša na strukturo, ki temelji na indijskem tipu enoceličnega svetišča, s piramidastim stolpom nad njim (stolp Meru na Baliju) in portikom za vhodom, ki je bil večinoma zgrajen med 7. in 15. stoletjem. V hindujski balijski arhitekturi je svetišče candi mogoče najti znotraj kompleksa pura. Najboljši primer arhitekture indonezijskega javanskega hindujskega templja je kompleks templja Prambanan (Šivagrha) iz 9. stoletja, ki stoji v osrednji Javi, blizu Yogyakarte. Ta največji hindujski tempelj v Indoneziji ima tri glavne prasadske stolpe, posvečene bogovom Trimurti. Šivin tempelj, največji glavni tempelj, se dviga do 47 metrov visoko.
Sam izraz candi naj bi bil izpeljan iz Candike, ene od manifestacij boginje Durge kot boginje smrti.
Candi arhitektura sledi tipični hindujski arhitekturni tradiciji, ki temelji na Vastu šastra. Postavitev templja, zlasti v obdobju osrednje Jave, je vključevala načrte templja mandale in tudi značilne visoke stolpe hindujskih templjev. Candi je bil zasnovan tako, da posnema Meru, sveto goro, prebivališče bogov. Celoten tempelj je model hindujskega vesolja glede na hindujsko kozmologijo in plasti Loke.
Struktura in postavitev candi prepoznata hierarhijo območij, ki segajo od manj svetih do najsvetejših kraljestev. Indijska tradicija hindujsko-budistične arhitekture priznava koncept razporejanja elementov v treh delih ali treh elementih. Kasneje zasnova, načrt in postavitev templja sledijo pravilu prostorske razporeditve znotraj treh elementov; običajno označeni kot noga (osnova), telo (sredina) in glava (streha). To so Bhurloka, ki jo predstavlja zunanje dvorišče in vznožje (bazni) del vsakega templja, Bhuvarloka, ki jo predstavlja srednje dvorišče in telo vsakega templja, in Svarloka, ki jo simbolizira streha hindujske strukture, običajno okronana z ratno (sanskrt: dragulj). ) ali vadžra.

##### Kmerska arhitektura
Pred 14. stoletjem je v današnji Kambodži cvetel Kmerski imperij, njegov vpliv pa se je razširil na večino celinske jugovzhodne Azije. Njegova velika prestolnica, Angkor (kmersko: អង្គរ, 'glavno mesto', izpeljanka iz sanskrtskega nagara), vsebuje nekaj najpomembnejših in najveličastnejših primerov kmerske tempeljske arhitekture. Klasični slog angkorskega templja prikazuje Angkor Wat iz 12. stoletja. Angkorski gradbeniki so kot gradbeni material za templje uporabljali predvsem peščenjak in laterit.
Glavna nadgradnja tipičnega kmerskega templja je visok prasat, imenovan prang, v katerem je notranja komora garbhagriha, kjer prebiva murti Višnuja ali Šive ali lingam. Kmerski templji so bili običajno obdani s koncentričnim nizom sten, z osrednjim svetiščem na sredini; ta ureditev je predstavljala gorske verige, ki obkrožajo goro Meru, mitsko domovanje bogov. Ograjeni prostori so prostori med temi stenami in med najbolj notranjo steno in samim templjem. Stene, ki opredeljujejo ograjene prostore kmerskih templjev, so pogosto obrobljene z galerijami, medtem ko je prehod skozi stene preko gopur, ki so na kardinalnih točkah. Glavni vhod običajno krasi dvignjen nasip s križno teraso.

## Glosar
Hindujska besedila o tempeljski arhitekturi imajo obsežno terminologijo. Večina izrazov ima več različnih imen v različnih indijskih jezikih, ki se uporabljajo v različnih regijah Indije, pa tudi sanskrtska imena, uporabljena v starodavnih besedilih. Nekaj najpogostejših izrazov je prikazanih v spodnji tabeli, večinoma v njihovih sanskrtskih/hindujskih oblikah:
| Izraz         | Razlaga | Sinonimi ali podobno                                                              | Ilustrativno hindujsko besedilo omemba / pravila oblikovanja                 | Sklici                  | Slika |
| ------------- | --- | --------------------------------------------------------------------------------- | ---------------------------------------------------------------------------- | ----------------------- | ----- |
| Adhisthana    | stilobat, podstavek, osnova, tipično z letvicami ob strani, na kateri stoji tempeljska stavba ali steber | Athavakšam, Pista, Pitha                                                          | Manasara XIV, Kamikagama 35, Suprabhedagama 31                               | [ 78 ]                  |       |
| Amalaka       | kronski okras na vrhu šikare, oblike indijskega sadeža amalok (Phyllanthus emblica), indijska kosmulja, ki je videti kot zobato kolo. Amalaka podpira kalašo. |                                                                                   | Mayamata silpasastra                                                         | [ 78 ] [ 79 ]           |       |
| Antarala      | liturgični notranji prostor katere koli stavbe; v templjih je vmesni prostor (preddverje, predsoba) med svetiščem in prostorom, kjer se zbirajo romarji. | Sukhanasi                                                                         | Manasara XV, XXIII; Kamikagama XXXV                                          | [ 78 ] [ 79 ]           |       |
| Ardhamandapa  | polovična dvorana pri vsakem vhodu, običajno sprejemni prostor, ki se povezuje z mandapo |                                                                                   | Manasara XIV, Kamikagama 35, Suprabhedagama 31                               | [ 78 ]                  |       |
| Ajatana       | zborna dvorana, zemljišče znotraj templja ali samostanskega kompleksa |                                                                                   | Agni Purana XLIII, Matsya Purana CCLXX, Chandogya Upanishad 6.8.2            | [ 80 ]                  |       |
| Bhadra        | projekcija, ki je pogosto poravnana na eno od kardinalnih smeri; značilno za osrednji del sten; okras ali predvidena veranda za romarje; je lahko tudi projekcija nadstropja stolpa |                                                                                   | Manasara XXX-XXXIV                                                           | [ 78 ]                  |       |
| Gana          | bajeslovni škrat ali goblin običajno s štrlečim trebuhom in šaljivim izrazom |                                                                                   |                                                                              | [ 81 ]                  |       |
| Garbhagriha   | Maternica, aditum, sanctum sanctorum; je loci templja in daršana, duhovnega prostora, ki ga hindujci obkrožijo v smeri urinega kazalca. Tu je postavljena glavna slika murtija. Običajno je prostor zelo preprost, brez motenj zaradi murtija, ki je bogat s simboliko. Velik tempelj ima lahko veliko svetišč, vsako z garbhagriyo. | Garbha-griya, Garbha-geha, Sibika, Garbha, Mula-sthana                            | Brihat Samhita LXI                                                           | [ 82 ]                  |       |
| Gavakša       | eden od motivov loka; je v obliki podkve, najdemo ga z okni ali za okrasitev zvonikov, stebrov in drugih elementov | Gavaksa, kudu                                                                     |                                                                              | [ 83 ] [ 84 ]           |       |
| Gopura        | prehod na vhodu ali tisti, ki povezuje dva sveta prostora templja; postane zelo velik v južnoindijskih templjih, ki jih je lahko več; ima korenine v starodavnih indijskih samostanih in vedski besedi gomatipur; | Gopura, Dvara attalaka                                                            | Agni Purana XLII, Manasara XI, XXXIII verses 1–601, LVIII                    | [ 86 ] [ 87 ]           |       |
| Hara          | krasek za vrat, kot je ogrlica |                                                                                   |                                                                              | [ 88 ]                  |       |
| Džali         | rešetka, kamnita rešetka, mreža, prvič videna v templjih iz 6. stoletja | Jali, Indra koštha                                                                |                                                                              | [ 89 ]                  |       |
| Jagati        | kakršno koli oblikovano podnožje ali podstavek za tempelj ali kip, ki se razprostira, del ploščadi, ki tvori teraso, na kateri lahko stojite ali krožite naokoli, medtem ko berete reliefe in frize | Jagata, Pithika, Jagati-pitha, Kati, Vasudha                                      | Samarangana-sutradhara LXVIII, Agni Purana XLII, Suprabhedagama 31.19        | [ 78 ] [ 90 ]           |       |
| Kalaša        | vrhnji element templja, zaključek vaze, kupola ali vrč | Kalasam, Stupi, Kumuda                                                            | Agni Purana CIV, Kamikagama 55                                               | [ 81 ] [ 91 ]           |       |
| Kunda         | tempeljski rezervoar, stopničasti vodnjak, bazen, običajno s stopnicami, javni prostor za kopanje; pogosto povezan z bližnjo reko ali gorskim potokom | Puškarani, Sara, Sagar, Tadaga, Udapana, Var, Vapi                                | Garuda Purana XLVI, Mahanirvana tantra XIII                                  | [ 92 ]                  |       |
| Lata          | liana, vzpenjavka, vinska trta, ena vrsta svitka; najdemo tudi na šikari |                                                                                   |                                                                              | [ 93 ]                  |       |
| Makara        | legendarno morsko bitje z obrazom, trupom ali gobcem, podobnim ribi krokodilu, noge včasih z levjimi kremplji in repom; vahana Varuna |                                                                                   | Suprabhedagama 31.68-72                                                      | [ 94 ]                  |       |
| Mandapa       | stebrna dvorana ali paviljon, s stebri običajno izrezljani; mandapa je običajno kvadratna, pravokotna, osmerokotna ali krožna; lahko ima stene s perforiranimi kamnitimi okni, lahko je le odprta na nekaterih ali vseh straneh. Veliki templji imajo lahko veliko med seboj povezanih mandap. Je zbirališče, prostor za počitek (čoultri) romarjev, del obhodnega prostora ali čakanje med molitvami ali obredi sanskara (obred prehoda). Mandapa ima lahko svoj stolp (šikara), vendar je nižji od tistega nad svetiščem. | Mandapam, Mantapa, Džagamohan                                                     | Manasara XXXII-XXXIV, Kamikagama 50, Brihat samhita, Vishnu Purana 6.124-136 | [ 95 ] [ 86 ] [ 96 ]    |       |
| Mulaprasada   | glavno svetišče v tempeljskem kompleksu |                                                                                   |                                                                              | [ 95 ]                  |       |
| Niša          | niše na stenah templja ali v stebrih za skulpture ali stele |                                                                                   |                                                                              | [ 97 ]                  |       |
| Njasa         | umetnost razvrščanja slik in frizov za ustvarjanje pripovedi ali kompozicije, v nekaterih besedilih se nanaša na relativno postavitev slik znotraj plošče za povzetek hindujske legende ali basni; tudi oblika rituala. |                                                                                   | Vastusutra Upanishad VI                                                      | [ 97 ] [ 98 ]           |       |
| Prakaram      | zid, ki ločuje notranjo cono templja od zunanje cone; običajno koncentrično, obrambno in utrjeno, značilnost, ki je bila dodana po vojnah in plenitvah, ki so se začeli v 14. stoletju |                                                                                   |                                                                              | [ 99 ] [ 100 ]          |       |
| Prastara      | entablatura, vodoravna nadgradnja pasov in profilov nad kapiteli stebrov, včasih deluje kot parapet nadstropja | Čaiva, gopanam, kapotam, mančam                                                   | Manasara XVI; Kamikagama LIV                                                 | [ 101 ] [ 102 ] [ 103 ] |       |
| Ratha         | faseta ali navpična zamaknjena projekcija na načrtu svetišča in šikare zgoraj ali druge strukture. Običajno se prenaša od dna templja do nadgradnje. Rata, kar pomeni voz, je tudi tempeljski voz, ki se uporablja za obdelavo murtijev na festivalih, 'tempelj rata' pa je zasnovan tako, da spominja na voz, s kolesi ob straneh in pogosto s konji. Najbolj znan primer je Sončni tempelj Konark. |                                                                                   |                                                                              | [ 104 ]                 |       |
| Sala          | Okrogel paviljon s sodčasto ali vagonsko streho; zakoreninjen v tradiciji slamnathi streh hleva, nato drugi materiali gradnje; kateri koli dvorec ali griha; stavba za romarske storitve z mandapami ali verando s stebri ali oboje znotraj kompleksa templja, hindujska besedila opisujejo večnadstropno Salo; na jugu so Sala strukture, ki se uporabljajo kot okrasni motiv ali dejanska streha, kot na vrhu gopur; zakoreninjen v starodavnih slogih slamnatih streh.                                                   | Čala                                                                              | Manasara XXXV verses 1-404                                                   | [ 105 ] [ 106 ]         |       |
| Šikara/Vimana | V severni Indiji stolp nad svetiščem (celoten zvonik nad mulaprasado); v južni Indiji tisti zgornji del stolpa, ki je nad vimano | Shikhara, Sikha, Sikhanta, Sikhamani, Deul in East India, Garbhaka, Garbhamandira | Brihat Samhita LVI                                                           | [ 107 ] [ 108 ] [ 109 ] |       |
| Stambha       | steber; lahko je nosilni element ali samostojen stoječi element z dija (svetilkami) in hindujskimi ikonami spodaj, okrog in/ali na vrhu; modeli se močno razlikujejo glede na regijo, v hindujskih templjih v Kerali so na vhodu; ob prazničnih priložnostih stenjke napolnijo z oljem in prižgejo. | Kambha, Dwajasthampam, Kodimaram                                                  | Manasara XV, Kasyapa silpa sastra IX                                         | [ 110 ]                 |       |
| Sukanasa      | zunanji okrašen element nad vhodom v garbhagriho ali notranje svetišče. Sedi na sprednji strani stolpa šikara (v južni Indiji vimana) kot nekakšen antefiks. Lahko se sklicuje tudi na antaralo spodaj. | sukanasa-sika                                                                     | Agni Purana XLII                                                             | [ 111 ]                 |       |
| Tala          | stopnja ali nadstropje šikare, vimane ali gopure |                                                                                   |                                                                              | [ 107 ]                 |       |
| Torana        | kateri koli motiv loka ali baldahina, okras ali arhitekturni element v templjih in stavah; prav tako se nanaša na obokan prehod | Numerous terms, e.g. Gavaksha (from 'cow eye'-shaped)                             | Garuda Purana XLVII, Manasara XLVI verses 1-77                               | [ 112 ]                 |       |
| Urušringa     | pomožne stolpičaste šikare na strani glavne šikare; primarni stolp se imenuje šringa |                                                                                   | Brihat Samhita LVI, Agni Purana CIV                                          | [ 113 ] [ 114 ]         |       |

## Galerija
- Enonadstropna gopura (dravidska arhitektura)
- Dvonadstropna gopura (dravidska arhitektura)
- Elementi stebra (si delita Nagara in Dravidian)
- Athisthana arhitekturni elementi hindujskega templja
- Prastara - entablaturni elementi
- Vimana z elementi mandapa (dravidska arhitektura)